# ザ・スライダー
『ザ・スライダー』（The Slider）は、イギリスのロック・バンド、T・レックスが1972年に発表したスタジオ・アルバム。ティラノザウルス・レックスからT・レックスに改名してからは3作目、通算では7作目に当たる。

## 背景
1972年、彼等は1970年より所属していたフライ・レコードとの契約が終了すると、レーベル「T Rex Wax Co.」（配給はEMI）を設立し、本作からの先行シングル「テレグラム・サム」を第1弾として発表した。
収録曲「ビューイック・マッケイン」はレッド・ツェッペリンを意識して作られた曲で、バンドの中心人物マーク・ボランは、この曲の音楽性を「Zep Rex」と説明していた。
本作のクレジットによれば、ジャケット写真は彼等のドキュメンタリー映画『ボーン・トゥ・ブギー』の監督でもあるリンゴ・スターが撮影したことになっているが、本作をプロデュースしたトニー・ヴィスコンティは、自分が撮影したと主張している。

## 反響
本作からの先行シングル「テレグラム・サム」と「メタル・グルー」は、いずれも全英シングルチャートで1位を獲得した。一方、全英アルバムチャートでは18週トップ100入りするが、最高位は4位に終わった。
日本のオリコンLPチャートでは、32週トップ100入りして最高6位を記録し、日本においてはバンド初のトップ10アルバムとなった。また、アメリカでは合計24週にわたりBillboard 200入りし、1972年11月11日付のチャートで最高17位を記録して、バンド唯一の全米トップ20アルバムとなった。

## 評価・影響
スティーヴ・ヒューイはオールミュージックにおいて満点の5点を付け「殆ど前作『電気の武者』を踏襲した内容だが、『ザ・スライダー』はそつなく作り込まれており、前作と同等の名盤である」と評している。ガンズ・アンド・ローゼズは、1993年のアルバム『ザ・スパゲッティ・インシデント?』において、本作収録曲「ビューイック・マッケイン」をカヴァーした。

## 収録曲
全曲ともマーク・ボラン作。
1. メタル・グルー - Metal Guru - 2:26
2. ミスティック・レディ - Mystic Lady - 3:10
3. ロック・オン - Rock On - 3:27
4. ザ・スライダー - The Slider - 3:22
5. ベイビー・ブーメラン - Baby Boomerang - 2:16
6. スペースボール・リコチェット - Spaceball Ricochet - 3:36
7. ビューイック・マッケイン - Buick MacKane - 3:31
8. テレグラム・サム - Telegram Sam - 3:46
9. ラビット・ファイター - Rabbit Fighter - 3:55
10. ベイビー・ストレンジ - Baby Strange - 3:06
11. ボールルームス・オブ・マーズ - Ballrooms of Mars - 4:08
12. チャリオット・チューグル - Chariot Choogle - 2:45
13. メイン・マン - Main Man - 4:13

### 40周年記念デラックス・エディション盤ボーナス・ディスク

#### CD
1. Cadilac - 3:54
2. Thunderwing - 3:46
3. Lady - 2:13
4. Rock On (Demo) - 2:14
5. The Slider (Accoustic) - 2:36
6. Buick Mackane (Demo) - 1:40
7. Sugar Babe (Rabbit Fighter) (Demo) - 1:42
8. Baby Strange (Electric Solo Demo; Incomplete) - 2:34
9. Slider Blues (Solo Demo) - 3:30
10. Buick Mackane II (Slider Outtake) - 3:49
11. Baby Strange (US Radio Session) - 3:00
12. Ballrooms Of Mars (US Radio Session) - 4:12
13. The Slider (Acoustic Demo) - 3:48
14. Radio Interview, 26 August 1972: Marc Bolan Talks to Johnny - 14:33

#### DVD
1. Tony Visconti Interviewed by Mark Paytress
2. Telegram Sam (Top of the Pops, 19 January 1972)
3. Metal Guru (Top of the Pops, 24 May 1972)
4. Metal Guru (Christmas Top of the Pops, 21 December 1972)
5. Cadilac (Music in the Round, 8 December 1971)
6. Spaceball Ricochet (Music in the Round, 8 December 1971)
7. Telegram Sam (Music in the Round, 8 December 1971)
8. Marc Bolan Interviewed by Russell Harty (Eleven Plus, 23 July 1971)

## 参加ミュージシャン
- マーク・ボラン - ボーカル、ギター
- ミッキー・フィン - パーカッション、コンガ、ボーカル
- スティーヴ・カーリー - ベース
- ビル・レジェンド - ドラムス

アディショナル・ミュージシャン
- トニー・ヴィスコンティ - ストリングス・アレンジ
- デヴィッド・カッツ - ストリングス指揮
- ハワード・ケイラン - バッキング・ボーカル
- マーク・ヴォルマン - バッキング・ボーカル